# Мукушев, Майжан Мукушевич
Майжан Мукушевич Мукушев (10 апреля 1936, станция Дария, Жанааркинский район, Карагандинская область — 14 февраля 1990 года, Караганда) — доктор технических наук. (1974), профессор (1976), лауреат Государственной премии СССР (1972).

## Биография
Окончил Московский горный институт (сегодня – Горный институт НИТУ «МИСиС») в 1953 г. Работал на научно-педагогических и инженерных должностях в Карагандинском угольном бассейне (1953-57) и Химико-металлургическом институте (1960-63), в Институте угля и проектирования горных машин (1963-90). В 1972 году защитил докторскую диссертацию. Основные научные труды — по обработке и подготовке угольных пластов.
Автор 80 научных публикаций, 7 монографий и 15 авторских свидетельств.